# Hautot-sur-Mer
Hautot-sur-Mer ist eine französische Gemeinde mit 1.879 Einwohnern (Stand: 1. Januar 2022) im Département Seine-Maritime in der Region Normandie. Sie gehört administrativ zum Arrondissement Dieppe und ist Teil des Kantons Dieppe-1 (bis 2015: Kanton Offranville). Die Einwohner werden Hautotais genannt.

## Geografie
Hautot-sur-Mer liegt etwa vier Kilometer westlich bzw. südwestlich von Dieppe an der Alabasterküste am Ärmelkanal. Hier mündet der Scie in den Ärmelkanal. Umgeben wird Hautot-sur-Mer von den Nachbargemeinden Dieppe im Osten, Saint-Aubin-sur-Scie im Südosten, Offranville im Süden sowie Varengeville-sur-Mer im Westen.

## Geschichte
1822 wurden die Kommunen Appeville-le-Petit und Pourville eingemeindet.

### Bevölkerungsentwicklung
| 1962                      | 1968 | 1975 | 1982 | 1990 | 1999 | 2006 | 2012 |
| ------------------------- | ---- | ---- | ---- | ---- | ---- | ---- | ---- |
| 1639                      | 1657 | 1912 | 1982 | 2111 | 2120 | 2007 | 1978 |
| Quelle: Cassini und INSEE |      |      |      |      |      |      |      |

## Sehenswürdigkeiten
- Kirchen Saint-Rémi aus dem 16. Jahrhundert, die Kirche in Petit-Appeville ist als Monument historique geschützt
- Schloss aus dem 19. Jahrhundert
- Burgruine
- Steinkreuze aus dem 16. Jahrhundert

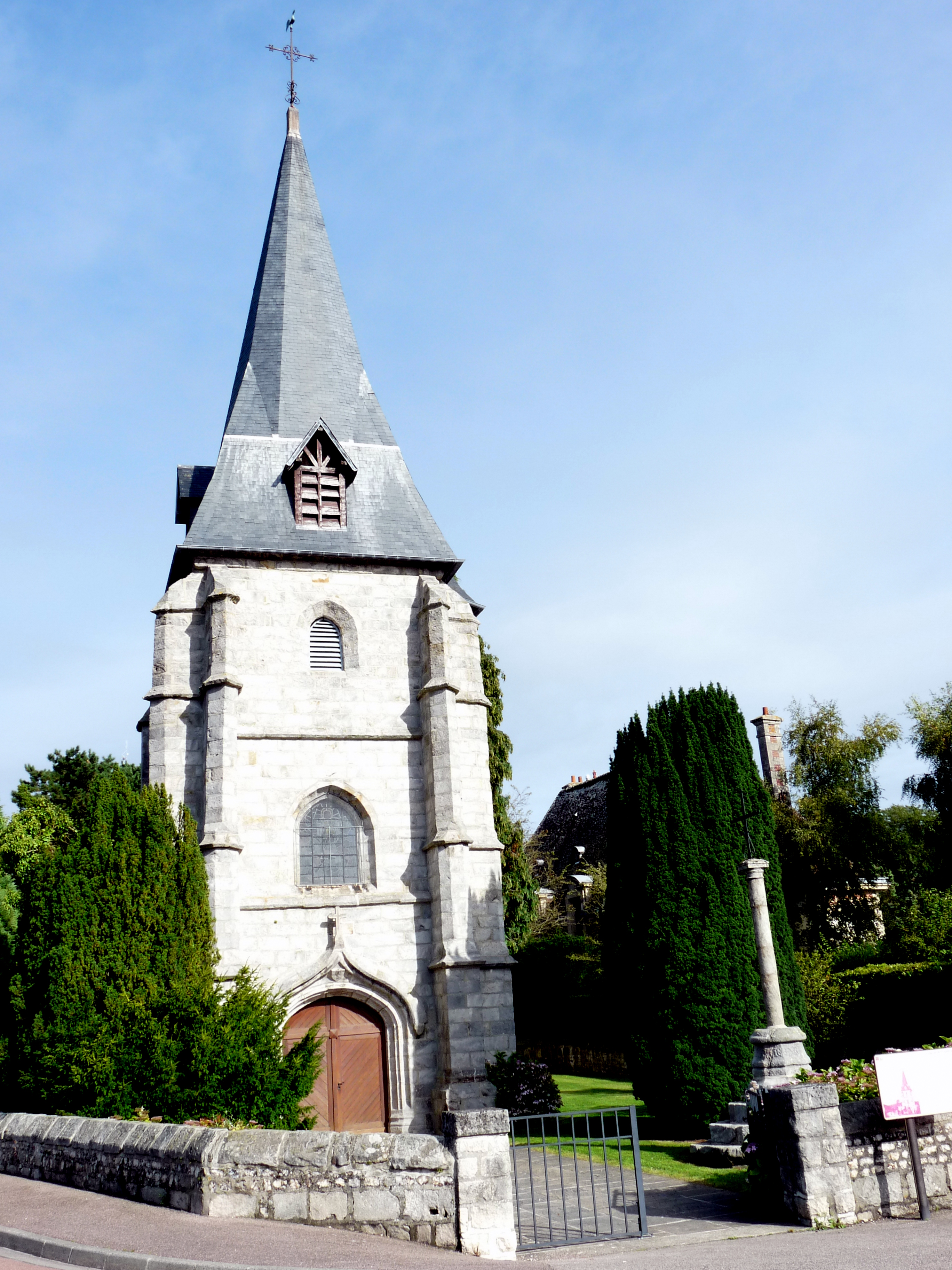
Kirche Saint-Rémi von Petit-Appeville
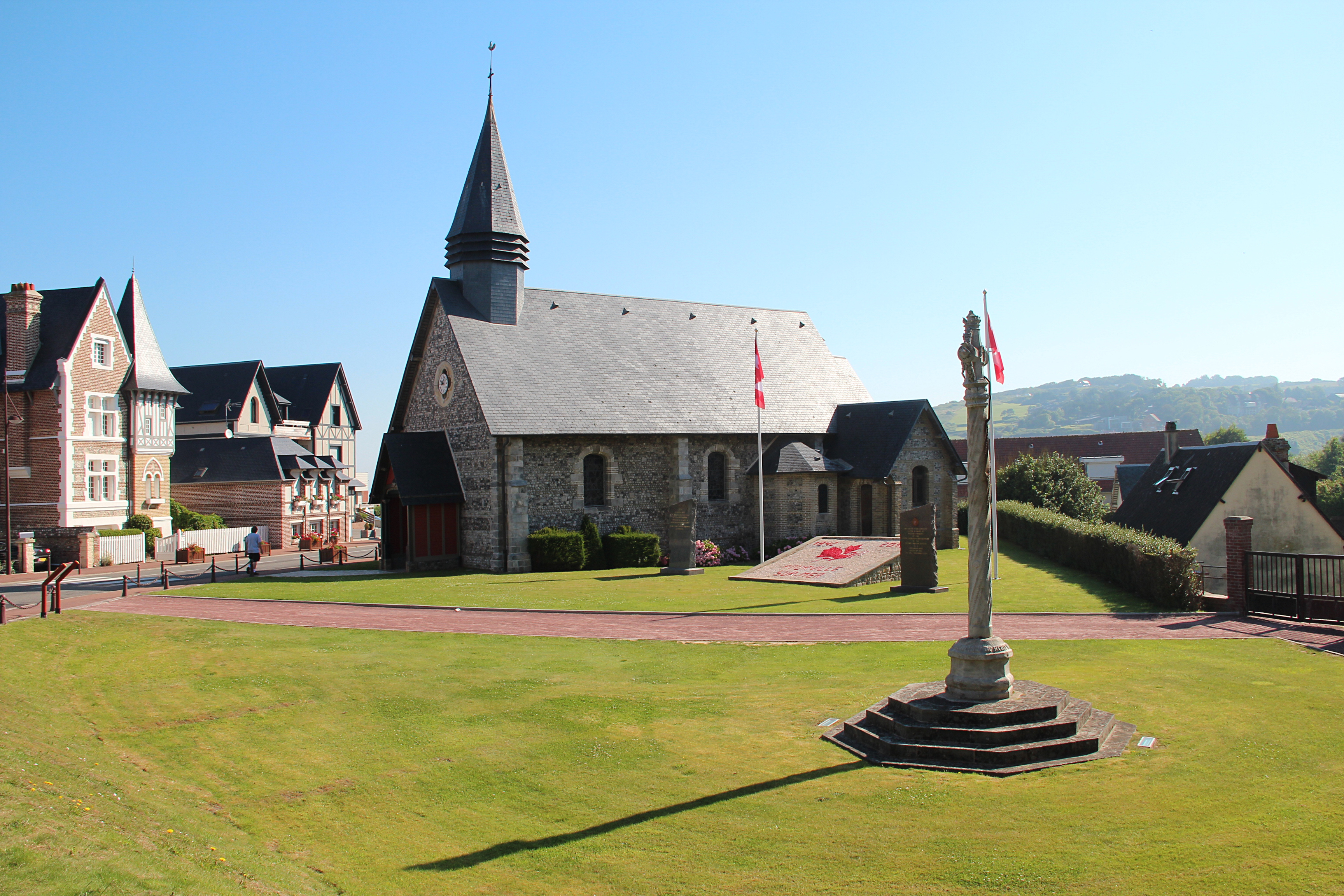
Ortszentrum von Pourville-sur-Mer mit Kapelle